# Adi ibne Arta Alfazari
Adi ibne Arta Alfazari (em árabe: عدي بن أرطاة الفزاري; romaniz.: Adi ibn Artah al-Fazari; m. 720) foi um governador de Baçorá para o Califado Omíada, servindo durante o reinado do califa Omar II (r. 717–720). Ele foi morto durante a revolta de Iázide ibne Almoalabe.

## Vida

### Carreira sob Omar
Adi foi nomeado ao governo de Baçorá pelo califa Omar II (r. 717–720), logo após a ascensão do último em 717. Depois de receber sua nomeação, estabeleceu-se em Baçorá; também ordenou a prisão de seu predecessor Iázide ibne Almoalabe, que Omar demitiu do governo do Iraque. Uma vez Iázide foi capturada, Adi enviou-o à residência califal na Síria, onde foi colocado na prisão.
Adi serviu como governador de Baçorá por todo o reinado de Omar. Diferente de Iázide, foi governador de todo o Iraque e as províncias orientais, Adi não tinha autoridade sobre Cufa e Coração, que foram colocadas sob governadores separados. Sua área de responsabilidade, contudo, era ainda considerável e estendeu de Baçorá e Barém no oeste para Sinde no leste. O Omã também esteve inicialmente sob autoridade de Adi, mas Omar revogou sua jurisdição sobre ele após receber reclamações sobre a administração de seu tenente lá.
Durante o governo de Adi, ele autorizou obras públicas em Baçorá; um canal foi cavado para fornecer água aos residentes da cidade e foi nomeado em sua homenagem. Um segundo canal que foi concluído foi nomeado em homenagem ao chefe de política (saíbe da xurta) de Adi. Ele também quis aumentar a residência do governo na cidade, mas foi relatadamente dissuadido por Omar. Durante sua administração, uma praga se espalhou em 718-719 e foi nomeada a "Praga de Adi ibne Arta".

### Revolta de Moalabe
Logo após a morte de Omar em fevereiro de 720, Adi recebeu uma mensagem do novo califa Iázide II (r. 720–724) informando-o que Iázide escapou da prisão e estava se dirigindo ao Iraque. Sob ordens do califa, Adi prendeu os moalábidas que estavam em Baçorá e se preparou para confrontar Iázide; o exército local foi organizado e uma trincheira foi cavada em torno da cidade.
A medida que Iázide avançou em direção a Baçorá, contudo, a defesa de Adi começou a colapsar. Muitos de seus homens se recusaram a lutar contra Iázide, e contingentes que foram enviados para pará-lo em vez disso permitiram-o passar não molestado. Iázide também começou a oferecer estipêndios mais altos aos baçoranos, o que aumentou sua popularidade entre eles. Consequentemente, quando chegou em Baçorá, foi capaz de entrar na cidade sem muita dificuldade. Os sírios e baçoranos que permaneceram leais a Adi tentaram montar uma defesa fora da fortaleza de Baçorá, mas foram derrotados e a fortaleza foi invadida pelos homens de Iázide. O resto das forças de Adi fugira para Cufa; Adi foi capturado e levado diante de Iázide, que ordenou seu confinamento.
Após a conquista de Baçorá por Iázide, Adi foi transferido para Uacite, que foi colocada sob o comando do filho de Iázide, Moáuia. Ele permaneceu encarcerado lá até Iázide ser morto em batalha contra Maslama ibne Abedal Maleque em agosto de 720. Quando as notícias do destino de Iázide chegaram em Uacite, Moáuia pegou alguns prisioneiros sob seu comando, incluindo Adi e seu filho Maomé, e executou-os em retaliação pela morte de seu pai.